# Heteralonia lugubris
Heteralonia lugubris är en tvåvingeart som först beskrevs av Macquart 1840.  Heteralonia lugubris ingår i släktet Heteralonia och familjen svävflugor. Inga underarter finns listade i Catalogue of Life.